# 水蒲苇莺

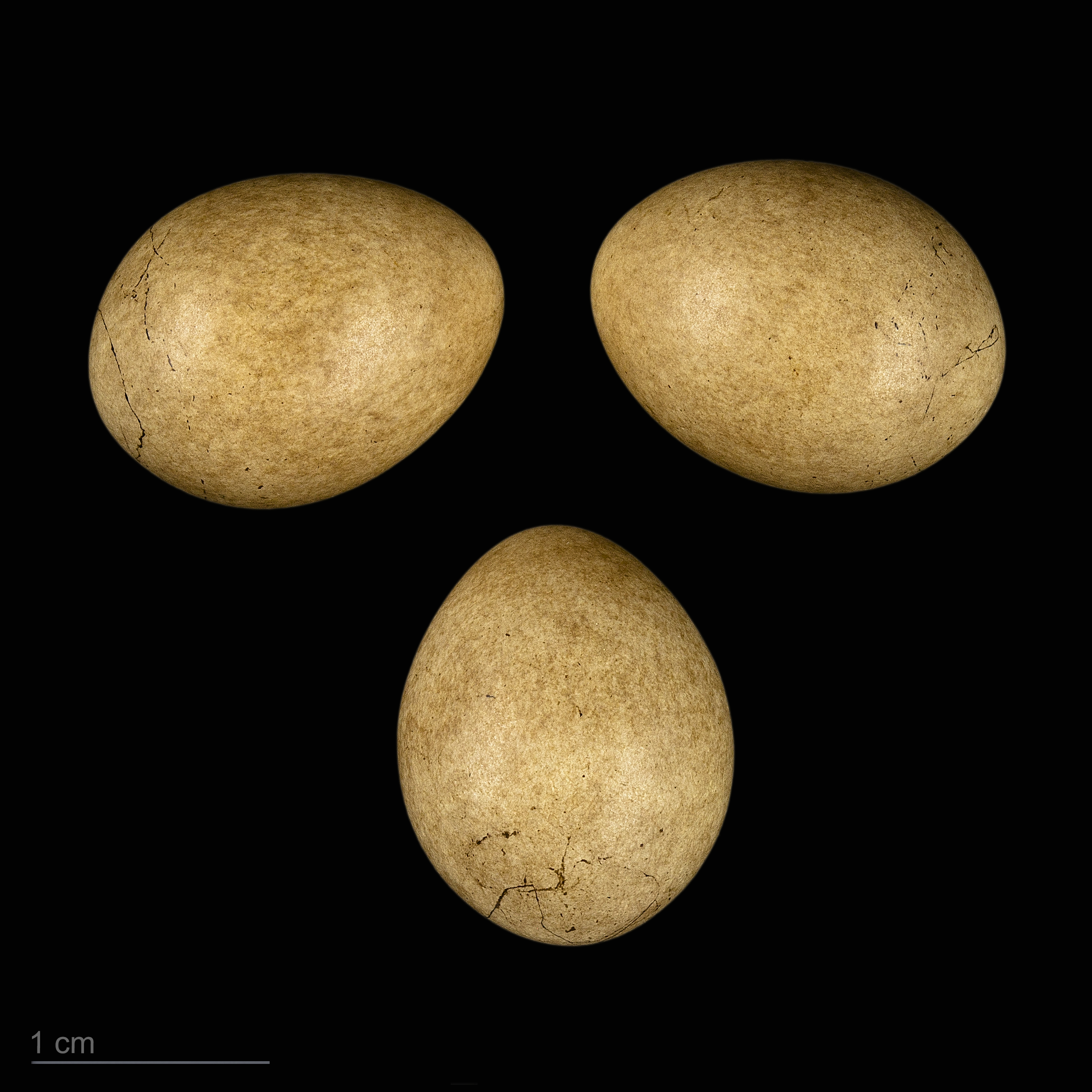
卵 Acrocephalus schoenobaenus

水蒲苇莺（学名：Acrocephalus schoenobaenus）又称蒲苇莺，为鶲科苇莺属的鸟类，主要分布在欧洲到中亚之间的地区，冬季时则迁徙到撒哈拉以南非洲越冬。在中国大陆，分布于新疆等地。该物种的模式产地在瑞典。